# Abisara caecata
Abisara caecata är en fjärilsart som beskrevs av Riley 1932. Abisara caecata ingår i släktet Abisara och familjen Riodinidae. Inga underarter finns listade i Catalogue of Life.